# Gruppo TIM
TIM S.p.A. (abans Telecom Italia S.p.A.) és una empresa italiana de telecomunicacions que ofereix serveis de telefonia fixa, telefonia mòbil, telefonia pública, telefonia IP, Internet i televisió per cable (en tecnologia IPTV) a Itàlia i a l'estranger.
Va néixer l'any 1964 SIP, per després canviar el seu nom el 1994.
La companyia també opera al Brasil i San Marino, i és també el setè grup econòmic italià per facturació i entre els cinc-cents primers del món. La companyia cotitza a l’índex FTSE MIB de la Borsa Italiana.
Per nombre de clients, TIM és el segon operador de telefonia mòbil a Itàlia després de Wind Tre (30,4% del mercat: dades agregades de i la marca Kena Mobile al 30/06/2018) i el primer de telefonia fixa (52% del mercat a partir del 30/06/2018).
TIM també és el patrocinador oficial de la Sèrie A des de 1998.
Proveïdor de serveis del Sistema Públic de Connectivitat (SPC), Telecom Italia gestiona part de la connectivitat a Internet i Intranet de l'administració pública italiana a l'espera de la presa de control dels proveïdors (Tiscali, BT Italia i Vodafone Italia) adjudicataris de la licitació Consip, en virtut del contracte signat el 2016.
A partir del 13 de gener de 2016, la companyia va adoptar la marca TIM unificada, renunciant efectivament a l’antiga marca Telecom Italia, activa des del 1994.

## Empreses del grup
Aquesta és la llista d'empreses controlades directament per Gruppo TIM:
- Flash Fiber (80%)
- INWIT (60.0333%)
- Nòverca (100%)
- Olivetti (100%)
- Persidera (70%)
- Telecom Italia Capital (100%)
- Telecom Italia Finance (100%)
- Telecom Italia San Marino (100%)
- Telecom Italia Sparkle (100%)
- Telecom Italia Trust Technologies (100%)
- Telsy (100%)
- TIM Brasil (0.0001%)
- Altres empreses

## Estructura accionarial
Aquesta és la llista d'accionistes de Gruppo TIM:
- Vivendi (23,94%)
- Cassa Depositi e Prestiti (4,93%)
- Paul Elliott Singer (8,85%)
- Gruppo Telecom Italia (1,08%)
- Inversors institucionals italians (2,97%)
- Inversors institucionals estrangers (46,63%)
- Altres accionistes (11,60%)